# Microsoft Visual C++
Microsoft Visual C++ (MSVC) — інтегроване середовище розробки програмного забезпечення мовою C++, розроблене фірмою Microsoft. Постачається як частина комплекту Microsoft Visual Studio, або у вигляді безкоштовного функціонально обмеженого комплекту Microsoft Visual Studio Community Edition (раніше Visual C++ Express Edition). Замінило інтегроване середовище розробки Microsoft QuickC.

## Visual C++ .NET
Visual C++.NET підтримує розроблення застосунків як на Managed C++, так і на звичайному С++, і тим самим дозволяє генерувати код як для платформи .NET Framework, так і для виконання в середовищі «чистої» Windows. У цьому відношенні Visual C++.NET є унікальним серед інших мовних засобів, що надаються середовищем Visual Studio, оскільки ані Visual Basic .NET, ані Visual J# не здатні генерувати код для чистого Win32, на відміну від попередніх версій (Visual Basic і Visual J++, відповідно).

## Останні версії
Visual C++ 2010 (також знаний як Visual C++ 10.0), що входить в комплект Visual Studio 2010, вийшов у квітні 2010. Ця версія підтримує .NET 4.0. За замовчанням всі застосунки, скомпільовані в Visual C++ 2010 Runtimes (статичне та динамічне зв'язування) будуть працювати тільки у Windows 2000 й пізніших версіях. Особливий пакунок додав підтримку бібліотеки розширення C++ TR1.
Visual Studio 2010 і .NET Framework 4.0 дозволяють розробникам всіх рівнів швидко створювати розподілені вебзастосунки й застосунки з повноцінними інтерфейсами для Windows Vista, Windows 7, Windows Server 2008, Microsoft Office 2007, Microsoft Office 2010 мобільних пристроїв та мережі Інтернет.
Версія Visual C++ (11.0) входить до комплекту Visual Studio 2012. Надає розробникам більші можливості. Також є підтримка кількох моніторів.
Visual C++ 2012 (також знаний як Visual C++ 11.0) вийшов 15 серпня 2012.
Visual C++ 2013 (також знаний як Visual C++ 12.0) вийшов 17 жовтня 2013.
Visual C++ 2015 (також знаний як Visual C++ 14.0) вийшов 20 липня 2015.
Visual C++ 2017 (також знаний як Visual C++ 14.1) вийшов 7 березня 2017.
Visual C++ 2019 (також знаний як Visual C++ 14.2) вийшов 2 квітня 2019.

## Microsoft Foundation Classes
В першу чергу Visual C++ — це компілятор C++, але це також і середовище, компоненти якого, взаємодіючи один з одним, спрощують процес розроблення застосунків. Середовище Visual C++ пропонує великі можливості для програмування Windows-застосунків. Найхарактернішою його компонентою є бібліотека основних класів Microsoft (Microsoft Foundation Classes — MFC). Великий набір класів С++ інкапсулює основну частину API (Application Standart Interface) і пропонує могутню основу для написання типових застосунків.
Компілятор Visual C++ містить багато нових інструментальних засобів і поліпшених можливостей для створення Windows-застосунків.
Застосунки Windows прості у використанні, але створювати їх досить складно. Щоб полегшити програмістам роботу, фахівці Microsoft розробили бібліотеку Microsoft Foundation Classes — MFC. Використовуючи готові класи C++, можна набагато швидше і простіше розв'язувати багато задач. Бібліотека MFC істотно полегшує програмування в середовищі Windows. Ті, хто володіє достатнім досвідом програмування на C++, можуть допрацьовувати класи або створювати нові, похідні від існуючих. Класи бібліотеки MFC використовуються як для керування об'єктами Windows, так і для розв'язання певних загальносистемних задач. Наприклад, у бібліотеці є класи для керування файлами, рядками, часом, обробленням виключень тощо. По суті, в MFC представлені практично всі функції Windows API. У бібліотеці є засоби оброблення повідомлень, діагностики помилок й інші засоби, звичні для застосунків Windows. MFC має такі переваги:
- Представлений набір функцій та класів відрізняється логічністю й повнотою. Бібліотека MFC відкриває доступ до всіх часто використовуваних функцій Windows API, включаючи функції управління вікнами застосунків, повідомленнями, елементами управління, меню, діалоговими вікнами, об'єктами GDI (Graphics Device Interface — інтерфейс графічних пристроїв), такими як шрифти, кисті, пера та растрові зображення, функції роботи з документами тощо.
- Функції MFC легко вивчати. Фахівці Microsoft доклали всі зусилля для того, щоб імена функцій MFC і пов'язані з ними параметри були максимально близькі до їхніх еквівалентів з Windows API. Завдяки цьому програмісти легко зможуть розібратися в їхньому призначенні.
- Програмний код бібліотеки досить ефективний. Швидкість виконання застосунків, заснованих на MFC, буде приблизно такою ж як і швидкість виконання застосунків, написаних з використанням стандартних функцій Windows API, а додаткові витрати оперативної пам'яті будуть досить незначними.
- MFC містить засоби автоматичного керування повідомленнями. Бібліотека MFC усуває необхідність в організації циклу оброблення повідомлень поширеного джерела помилок в Windows — застосунках. У MFC передбачений автоматичний контроль за появою кожного повідомлення.
- MFC дозволяє організувати автоматичний контроль за виконанням функцій. Ця можливість реалізується за рахунок того, що можна записувати в окремий файл інформацію про різні об'єкти й контролювати значення змінних-членів об'єкта у зручному для розуміння форматі.
- MFC має чіткий механізм оброблення виняткових ситуацій. Бібліотека MFC була розроблена так, щоб тримати під контролем появу таких ситуацій. Це дозволяє об'єктам MFC відновлювати роботу після появи помилок типу «outofmemory» (брак пам'яті), неправильного вибору команд меню або проблем із завантаженням файлів або ресурсів.
- MFC забезпечує динамічне визначення типів об'єктів. Це надзвичайно потужний програмний засіб, що дозволяє відкласти перевірку типу динамічно створеного об'єкта до моменту виконання програми. Завдяки цьому можна вільно маніпулювати об'єктами, не піклуючись про попередній опис типу даних. Оскільки інформація про тип об'єкта повертається під час виконання програми, програміст звільняється від цілого етапу роботи, пов'язаного з типізацією об'єктів.
- MFC може використовуватися спільно з підпрограмами, написаними мовою С++. Важливою особливістю бібліотеки MFC є те, що вона може «співіснувати» з застосунками, заснованими на Windows API. У одній і тій же програмі програміст може використовувати класи MFC і викликати функції Windows API. Така прозорість середовища досягається за рахунок узгодженості програмних позначень в двох архітектурах. Іншими словами, файли заголовків, типи та глобальні константи MFC не конфліктують з іменами з Windows API. Ще одним ключовим моментом, що забезпечує таку взаємодію, є узгодженість механізмів управління пам'яттю.